# Il Pallone
Il Pallone is een plaats (frazione) in de Italiaanse gemeente Vitorchiano.